# Де ла Фонтен, Теодор Иньяс
Гаспар Теодор Иньяс де ла Фонтен (фр. Gaspard-Théodore-Ignace de la Fontaine, 6 января 1787, Мертерт, Великое герцогство Люксембург — 11 февраля 1871, Цюрих, Люксембург) — люксембургский государственный и политический деятель. Юрист. Президент Совета Люксембурга (1-й Премьер-министр Люксембурга) (1 августа 1848 — 6 декабря 1848). Председатель Государственного совета Люксембурга (1857—1868).

## Биография
В 1807—1810 годах изучал право в Париже, после чего работал адвокатом в Люксембурге. В 1816 году стал членом провинциальных штатов (фр. États provinciaux ). Лидер оранского движения.
Когда началась бельгийская революция, поддержал короля Виллема I и был назначен в правительственную комиссию, контролировавшую город Люксембург.
С 1841 по 1848 год управлял Великим Герцогством.
1 августа 1848 года стал первым главой правительства Люксембурга, отвечал также за департаменты иностранных дел (Генеральный секретарь по международным делам), правосудия (Генеральный директор по вопросам правосудия) и культуры. Правительство де ла Фонтена 2 декабря 1849 года ушло в отставку.
Де ла Фонтен с 1849 по 1851 год был членом городского Совета Люксембурга. В 1857 году назначен первым президентом вновь созданного Государственного совета Люксембурга, которым он оставался в течение 11 лет.
Его сын — Эдмон де ла Фонтен (1823—1891), считается национальным поэтом Люксембурга.

## Награды
- Командор Ордена Леопольда I
- Большой Крест Ордена Дубовой короны
- Орден Нидерландского льва